# مهموئی (بیرجند)
مَهموئی روستایی است در دهستان شاخنات از توابع بخش مرکزی شهرستان بیرجند، واقع در استان خراسان جنوبی. این روستا در میانهٔ راه بیرجند به قاین قرار دارد؛ دارای آب و هوایی گرم و خشک است و ارتفاع آن از سطح دریا ۱۷۷۵ متر می‌باشد. کلمه مهموئی شکل تغییر یافته کلمه مَهمَه است که بنا بر لغتنامه دهخدا به معنای دشت دور دست و زمین خالی و ویران است (جمع آن مَهامِه است). اولین ساکنانی که در این منطقه ساکن شدند نام روستا را به دلیل واقع شدن در زمینی خالی و دشت مانند مهموئی نهادند.

## جمعیت
آمارهای متفاوتی برای جمعیت مهموئی ذکر شده‌است. لودویگ آدامک در ۱۹۱۸ جمعیت آن را ۹۲۹ نفر ثبت کرده و در فرهنگ جغرافیایی ایران نیز در۱۳۲۹ جمعیت آن ۱۴۶۷ نفر ثبت شده‌است. بر اساس سرشماری سال ۱۳۷۵، مهموئی دارای ۶۹۵ نفر جمعیت شامل ۱۸۵ واحد مسکونی و ۲۲۳ خانوار بوده‌است. جمعیت این آبادی بر طبق سرشماری سال ۱۳۸۵، برابر با ۷۲۶ نفر (۲۴۳ خانوار) و بر اساس سرشماری مرکز آمار ایران در سال ۱۳۹۵، جمعیت این روستا ۷۵۰ نفر (در ۲۲۱ خانوار) بوده است. در ضمن تعدادی خانوار به علت شغل و تحصیل در شهر بیرجند و قاین ساکن اند و در روستا هم‌خانه داشته و دارای باغ و زمین زراعی بوده و بیش از نیمی از سال را ساکن روستا هستند. در ضمن این روستا به علت چاه‌ها، دشت کشاورزی و قنوات مهمویی، دامداری‌های آن و مشاغل ساختمانی، روستایی مهاجرپذیر به صورت فصلی و دائمی نیز می‌باشد.
تمامی ساکنان روستا شیعه بوده و زبان فارسی دری را با لهجه محلی تکلم می‌کنند.

## اقتصاد
شغل اکثر آنان کشاورزی است. بز و گوسفند نیز به وفور پرورش داده می‌شود. محصولات اصلی مهموئی عبارت‌اند از زعفران و زرشک که برای کسب درآمد کشت می‌شود. تعدادی واحد گاوداری شیری، مرغداری گوشتی،پروش شتر مرغ،پرواربندی گوسفند و زنبورستان نیز به صورت صنعتی فعال است.
همین‌طور به علت جمعیت روستا و مهاجرپذیر بودن آن تعدادی از اهالی به مشاغل خدماتی مشغول اند.

## محصولات
گندم، جو، چغندر قند، برخی انواع میوه مثل انواع انگور، آلوسیاه، زردآلو، خربزه، هندوانه، عناب و بادام نیز از دیگر محصولات روستا هستند که البته به دلیل کم بودن تولید و غیر صنعتی بودن کشاورزی منطقه به صورت عمده در خود منطقه به مصرف می‌رسند. تا قبل از دهه ۱۳۴۰ خشاش نیز به منظور تولید تریاک در روستا کشت می‌شد. تا قبل از حفر اولین چاه عمیق در دهه ۱۳۶۰، کشاورزی روستا به صورت دیم یا با استفاده از آب قنات (بیش از۱۵ رشته) انجام می‌شد. اما اکنون بخش اصلی کشاورزی با استفاده از آب بیش از ۲۰ حلقه چاه عمیق انجام می‌شود. آب آشامیدنی روستا در گذشته از طریق یک رشته قنات تأمین می‌شد اما اکنون دو رشته لوله، آب آشامیدنی و آب مورد نیاز برای مصارف خانگی را تأمین می‌کنند. با این حال رشته قنات قدیمی هنوز زاینده و مورد استفاده‌برای کشاورزی است.

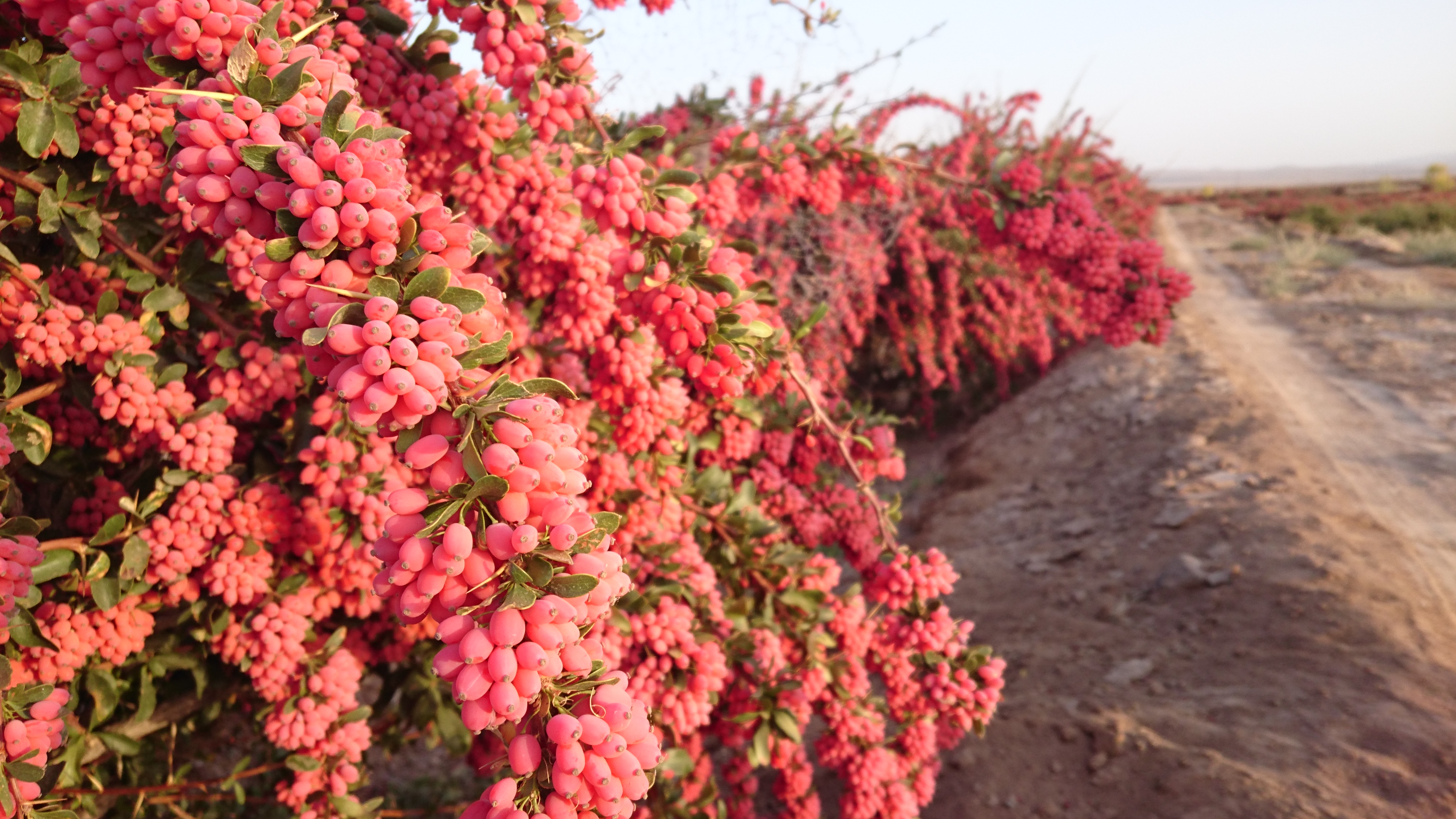
باغ زرشکی در مَهموئی.

## تاریخچه مهموئی
بر اساس ساختمانهای باقی مانده از قدیم الایام و قنات روستای مهمویی و همچنین براساس گفته‌های بزرگان روستا می‌توان حدس زد که قدمت روستا به اواخر دوره صفویان و اوایل قاجار می‌رسد. از اوایل دهه ۱۳۳۰ ش. بسیاری از ساکنان روستا به صورت فصلی برای کسب درآمد به مزارع پنبه مازندران و کشور عراق مهاجرت می‌کردند و تعداد زیادی از ساکنان روستا طی این دهه تا قبل از انقلاب اسلامی به صورت دائم به شهرهای تهران و مشهد مهاجرت کردند. اکثر این مهاجران هنوز ارتباط خود را با روستای اجدادی خود قطع نکرده‌اند و بسیاری از آنان طی دهه اول ماه محرم برای شرکت در مراسم شبیه خوانی و تعزیه به روستا می‌روند.